# Гориш
Гориш (нем. Gohrisch) — община в Германии, в земле Саксония. Подчиняется земельной дирекции Дрезден. Входит в состав района Саксонская Швейцария. Подчиняется управлению Кёнигштайн/Зекс. Швайц. Население составляет 2107 человек (на 31 декабря 2010 года). Занимает площадь 34,78 км².
Община подразделяется на 4 сельских округа.

## Население
| Год  | Численность | Численность |
| ---- | ----------- | ----------- |
| 2017 | 1860        | [ 1 ]       |
| 2019 | 1823        | [ 3 ]       |
| 2021 | 1783        | [ 4 ]       |
| 2022 | 1768        | [ 5 ]       |
| 2023 | 1738        | [ 2 ]       |